# Surány (keresztnév)
A Surány régi magyar személynév, bizonytalan eredetű. Lehet, hogy a szláv Suran névből származik, ekkor a jelentése sógor, de lehet, hogy ótörök méltóságnév származéka, aminek a valószínű jelentése herceg, vagy származhat a perzsa eredetű Suren-ház nevéből is.[forrás?]

## Rokon nevek
Surd A Surány magyar becenevéből önállósult

## Gyakorisága
Az 1990-es években szórványos név, a 2000-es években nem szerepel a 100 leggyakoribb férfinév között.

## Névnapok
- január 22.[2]
- január 24.[2]